# Lonely Child

Lonely Child est une œuvre pour soprano et orchestre composée par Claude Vivier en 1973-1974.

## Histoire
Lonely Child est composé en 1973-1974. Son compositeur la décrit comme « un long chant de solitude ». Dans une note de programme, il explique la recherche musicale qu'il a poursuivie à travers cette pièce :

« J'avais déjà composé la première mélodie, entendue au début de la pièce, pour des danseurs. Par la suite, j'ai développé cette mélodie en cinq fragments mélodiques « intervallisés », c'est-à-dire en ajoutant une note en-dessous d'une autre, ce qui donne des intervalles, des tierces, des quintes, des secondes mineures, des secondes majeures, etc. Si on fait une sorte d'addition des fréquences de chacun des intervalles, on arrive à un timbre. Il n'y a donc plus d'accords et toute la masse orchestrale se trouve alors transformée en un timbre. La rugosité et l'intensité de ce timbre dépendent de l'intervalle de base. »

L'œuvre est créée le 7 janvier 1981 à Vancouver, par la soprano Marie-Danielle Parent et le CBC Vancouver Chamber Orchestra dirigé par Serge Garant.
Le 2 décembre 2022, Lonely Child est joué par le Concertgebouworkest sous la direction de Barbara Hannigan.

## Effectif
1. Soliste : soprano solo
2. Deux flûtes, 2 hautbois, 2 clarinettes, 2 bassons, 2 cors, percussionniste (gong, cloche), 5 violons, 5 violons II, 4 altos, 3 violoncelles, 2 contrebasses[1].

## Discographie
- Susan Narucki (soprano) et Schönberg Ensemble, Asko Ensemble, dirigés par Reinbert de Leeuw, 1995[3] (Philips Classics)
- Katrien Baerts et l'orchestre symphonique de la WDR de Cologne dirigé par Bas Wiegers, 2020 (bastille musique)[4].